# Charles-Alexis Terlinden

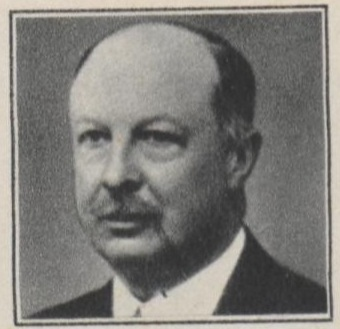

Burggraaf Charles Terlinden (Schaarbeek, 6 juli 1878 - Brussel, 23 januari 1972) was een Belgisch hoogleraar en historicus.

## Familie
Charles Alexis Jacques Jean Marie Terlinden, telg uit defamilie Terlinden, was 
- De oudste zoon van Georges Terlinden (1851-1947), procureur-generaal bij het Hof van Cassatie en van Thérèse Eenens (1857-1912). Georges Terlinden verkreeg in 1921 de titel van burggraaf, erfelijk op de oudste zoon.
- De kleinzoon van Charles Terlinden (1826-1891), stammende uit een Gentse familie, kamervoorzitter bij het hof van beroep in Brussel, die in 1874 erkenning in de erfelijke Belgische adel verkreeg op basis van het feit dat een voorvader in 1676 in de adelstand was opgenomen.

Hij trouwde in 1906 met Marguerite Orban de Xivry (1885-1912), dochter van senator Edmond Orban de Xivry met wie hij drie kinderen had, en in 1915 met Elisabeth Verhaegen (1889-1982), dochter van volksvertegenwoordiger  Arthur Verhaegen, met wie hij zes kinderen kreeg. Hij heeft talrijke nakomelingen.

## Levensloop
Doctor in de rechten, doctor in de geschiedenis (in 1906 met een thesis gewijd aan Willem I der Nederlanden en doctor in de politieke en sociale wetenschappen, werd hij hoogleraar aan de Katholieke Universiteit Leuven. Hij werd eredoctor aan de Universiteit van Madrid.
Terlinden werd onder meer:
- voorzitter van de Koninklijke commissie voor geschiedenis;
- erevoorzitter van de Koninklijke academie voor archeologie;
- voorzitter van het Belgisch historisch instituut in Rome;
- lid van de Koninklijke commissie voor de uitgave van oude wetten en verordeningen;
- lid vanaf 1923 en voorzitter vanaf 1950 van de Raad van Adel.

## Politieke houding
Op het politieke vlak zette hij zich in voor een verenigd Europa en tegen het bolsjewisme en het nazisme. Dit bracht hem ertoe, tijdens de Spaanse Burgeroorlog, te sympathiseren met generaal Franco. Hij had nauwe banden met het keizerlijke huis van Habsburg, meer bepaald met aartshertog Otto van Habsburg-Lotharingen en met de andere familieleden die tijdens het Interbellum in België in ballingschap leefden. Hij was ook een vertrouweling van koning Leopold III en steunde volop de neutraliteitspolitiek en de afzijdigheid bij de strijd tussen de mogendheden. Ook na de Tweede Wereldoorlog steunde hij de koning onvoorwaardelijk.
Tijdens de Tweede Wereldoorlog, bij het begin van de Duitse bezetting, werd Terlinden lid en zelfs aangeduid als 'politiek leider' van de geheime groepering Légion belge of Belgisch Legioen, waar heel wat edellieden bij aansloten. Hij hield het bij corporatistische ideeën en was voorstander van een autoritair regime, onder leiding van de koning. De Belgische regering in Londen bekeek dit met argwaan. Terlinden verdween weldra uit de groepering, die een volwaardige Verzetsgroep werd, onder de naam van Geheim Leger en die opereerde in volle samenwerking met Londen.

## Onderscheidingen
Terlinden was lid van de Oostenrijks-Habsburgse tak van de Orde van het Gulden Vlies en ridder van de soevereine Orde van Malta. Hij was ook geheim kamerheer van paus Leo XIII, paus Pius X en paus Benedictus XV.
Charles Terlinden ontving talrijke eretekens, waaronder:
- Grootofficier in de Leopoldsorde
- Grootofficier in de Kroonorde
- Grootkruis in de Orde van Leopold II
- Burgerlijk Kruis 1914-1918
- Grootlint van de Orde Polonia Restituta
- Grootkruis in de Orde van Burgerverdienste van Spanje
- Grootofficier in de Kroonorde van Italië
- Grootofficier in de Orde van Oranje-Nassau
- Grootofficier in de Orde van Verdienste van Hongarije
- Grootofficier in de Orde van Isabella de Katholieke
- Commandeur in de Orde van Ouissam Alouite
- Commandeur in de Orde van Sint-Gregorius de Grote
- Ridder in de Légion d'Honneur
- Eredeken van de arbeid

## Eerbetoon
De Prix Vicomte Charles Terlinden wordt door de Université catholique de Louvain (UCLouvain) uitgereikt aan een student voor het beste werk in verband met de geschiedenis.

## Publicaties
Terlinden heeft meer dan 800 historische, heraldische en genealogische studies gepubliceerd, onder dewelke:
- La Révolution Belge de 1830, racontée par les affiches, Brussel, 1903
- Guillaume 1er, roi des Pays-Bas et L'église catholique en Belgique (1814-1830), 2 volumes, Brussel, 1906
- Histoire militaire des Belges, Brussel, 1931
- La conquête de nos libertés religieuses modernes, Luik, 1941
- L'archiduchesse Isabelle, Brussel, 1943
- Princesses belges du passé, Brussel, 1943
- Les grands Belges de la Guerre de trente ans 1618-1648, Brussel, 1932.
- (samen met H. VOCHT & E. CLOSSEN) La Renaissance en Belgique, Presses universitaires de Belgique, 1945
- Impérialisme et équilibre, Brussel, 1951
- Les origines religieuses et politiques de la Toison d'Or, 1962.
- Keizer Karel V, Brugge, Desclée De Brouwer, 1965
- Die Orden vom goldenen Vlies, Wenen, 1970

Charles Terlinden heeft zijn volledige archief geschonken aan de Université catholique de Louvain.